# Franz Nopcsa von Felső-Szilvás
Baron Franz Nopcsa von Felső-Szilvás (nazywany również Baron Nopcsa von Felsö-Szilvás, Baron Nopcsa, Ferenc Nopcsa, Nopcsa Ferenc, Baron Franz Nopcsa i Franz Baron Nopcsa) (ur. 3 maja 1877 w Dévie, zm. 25 kwietnia 1933 w Wiedniu) – urodzony na Węgrzech arystokrata, poszukiwacz przygód, naukowiec, paleontolog, albanista. Jest on powszechnie uważany za jednego z twórców paleobiologii i jako pierwszy opisał teorię karłowacenia wyspowego. Stworzył również pierwszą mapę geologiczną północnej Albanii.

## Wkład w paleobiologię
Głównym wkładem Nopcsa do paleontologii – a tym samym paleobiologii – było to, że był on jednym z pierwszych badaczy, którzy próbowali nałożyć ciało na kości. W czasach, gdy paleontolodzy byli zainteresowani głównie składaniem kości, on próbował wydedukować fizjologię i zachowania badanych przez siebie dinozaurów. Nopcsa jako pierwszy zasugerował, że archozaury opiekowały się swoimi młodymi i wykazywały złożone zachowania społeczne, co nie przyjęło się aż do lat 80. Ponieważ był jednym z pierwszych ludzi, którzy badali biologię dinozaurów, jest znany jako ojciec paleobiologii, chociaż sam ukuł termin paleofizjologia na badania ewolucji fizjologii i biologii.
Inną z teorii Nopcsa, która wyprzedzała swoje czasy, było to, że ptaki wyewoluowały z naziemnych dinozaurów. Twierdził on, że proavis, hipotetyczny praprzodek ptaków, był zwierzęciem biegającym z przedramionami uniesionymi nad ziemią, które klapały podczas skoku. Łuski na przedramionach przekształciły się w pióra, by wspomóc ten proces, a ostatecznie umożliwić lot. Teoria ta znalazła uznanie w latach 60. i później zyskała szeroką akceptację, choć późniejsze znaleziska skamieniałych, żyjących na drzewach, pierzastych dinozaurów sugerują, że rozwój lotu mógł być bardziej złożony niż przewidywał Nopcsa. Także teoria Nopcsy, że przynajmniej niektóre gady ery mezozoicznej były ciepłokrwiste jest obecnie podzielana przez większość społeczności naukowej.
Nopcsa intensywnie badał transylwańskie dinozaury, mimo że były one mniejsze niż ich kuzyni w innych częściach świata. Odkopał na przykład sześciometrowe zauropody, grupę dinozaurów, które na innych obszarach osiągały trzydzieści i więcej metrów, a które nazwał Madziarozaurami. Nopcsa wnioskował, że obszar na którym znaleziono szczątki, był w epoce mezozoicznej wyspą, Hațeg (obecnie Kotlina Hațeg lub Hatzeg w Rumunii). Stwierdził, że ograniczone zasoby występujące na wyspach powodują powszechnie, zmniejszenie rozmiarów zwierząt na przestrzeni pokoleń, prowadząc do powstania lokalnych form karłowatych. Teoria Nopcsa dotycząca karłowacenia wyspowego – jest dziś powszechnie akceptowana.

## Życie prywatne
Nopcsa przez długie lata żył w związku z Albańczykiem Bajazidem Dodą, prywatnie swoim sekretarzem. W 1933 r. zabił Dodę, a następnie sam popełnił samobójstwo.
W swoim liście pożegnalnym opisuje powody, dla których zabił swojego kochanka:
Powodem, dla którego zastrzeliłem mojego wieloletniego przyjaciela i sekretarza, pana Bayazida Elmas Doda, we śnie niczego nie przypuszczającego, jest to, że nie chciałem go zostawić chorego, w nędzy i bez grosza, bo cierpiałby zbyt wiele.